# Experience
Experience – wydany pośmiertnie album koncertowy Jimiego Hendriksa, zawiera 4 utwory zarejestrowane podczas koncertu w Royal Albert Hall z 24 lutego 1969 roku. Pierwotnie miał być soundtrackiem do filmu „Experience”, dokumentującego ten występ.

## Lista utworów
| Strona A | Strona A                                        | Strona A |
| Nr       | Tytuł utworu                                    | Długość  |
| -------- | ----------------------------------------------- | -------- |
| 1.       | „Sunshine of Your Love” (Clapton, Bruce, Brown) | 6:48     |
| 2.       | „Room Full of Mirrors” (Hendrix)                | 8:37     |
|          |                                                 | 15:25    |

| Strona B | Strona B                         | Strona B |
| Nr       | Tytuł utworu                     | Długość  |
| -------- | -------------------------------- | -------- |
| 1.       | „Bleeding Heart” (James)         | 8:15     |
| 2.       | „Smashing of the Amps” (Hendrix) | 6:25     |
|          |                                  | 14:40    |

## Artyści nagrywający płytę
- Jimi Hendrix – gitara, śpiew
- Mitch Mitchell – perkusja
- Noel Redding – gitara basowa